# The B-52's
The B52s (estilizado hasta el 2008 como The B-52's) es una banda de new wave formada en la ciudad de Athens (Georgia), EEUU)

## Historia

### Nombre
El nombre de la banda viene del avión Boeing B-52, bombarderos usados por la Fuerza Aérea de los Estados Unidos, pero también se refiere al peinado apodado B-52 por su semejanza con el morro del avión (durante los primeros años de la banda las cantantes Cindy Wilson y Kate Pierson solían llevar estos peinados).
Otra hipótesis afirma que el origen del nombre de la banda no está relacionado con el famoso bombardero estadounidense, sino con un sueño que tuvo Ricky Wilson donde figuraba una banda con el nombre B-52's.

### Inicios
Cindy Wilson y Kate Pierson iniciaron la banda con el baterista Keith Strickland, el guitarrista Ricky Wilson (hermano mayor de Cindy) y el vocalista Fred Schneider, luego de una noche en un restaurante chino, y tocaron por primera vez en 1977, en una fiesta del día de San Valentín, para algunos amigos.
La música de B-52's está marcada por las voces de Wilson y Pierson, y el tono generalmente monótono (o directamente hablado) de la voz de Schneider.
El sonido "new wave" de la banda era una combinación de punk, dance y música surf, junto con los extraños sonidos de guitarra de Ricky Wilson. También eran distinguibles por su vestuario. Durante el tour "Mesopotamia" las famosas pelucas de la banda fueron encomendadas al cuidado de Jackie Slayton, artista de Athens y amiga de la banda.

### Debut
Su primer sencillo, "Rock Lobster", grabado en 1978 fue un éxito underground que llevó a los B-52's a tocar en lugares como CBGB en Nueva York. El lado B de este sencillo era "52 Girls". Se lanzaron dos versiones de este sencillo en el Reino Unido, que tenían como lado B "Running Around".
Su primer álbum, "The B-52's", incluía versiones regrabadas de "Rock Lobster" y "52 Girls", junto con seis temas originales y una nueva versión del clásico de Petula Clark "Downtown".
El álbum tuvo un éxito inesperado, especialmente en Australia, donde llegó a ser disco de platino. "Rock Lobster" le dio a la banda su primera entrada en el listado Billboard Hot 100.

### Década de los 80
Su siguiente álbum, "Wild Planet", alcanzó el Top 20 en el Billboard 200 en 1980, y obtuvo el disco de oro. "Private Idaho" fue su segunda entrada en el ranking Hot 100; en esta época los B-52's tocaron en Saturday Night Live y también se presentaron el festival Heatwave en agosto de 1980.
"Party Mix!" fue su álbum siguiente, un álbum con remixes que incluía temas de sus dos primeros discos y los presentaba en forma extendida.
A pesar de que las sesiones de grabación con David Byrne (de Talking Heads) fallaron, las grabaciones fueron lanzadas como el disco "Mesopotamia" ("Party Mix!" y "Mesopotamia" luego serían unidos y lanzados juntos en un solo CD).
El álbum "Whammy!" en 1983 llevó a la banda hacia música más electrónica y hacia la experimentación con caja de ritmos. Así, "Legal Tender" se convirtió en su tercera entrada a los rankings. Luego de las primeras ediciones de "Whammy!", problemas legales con Yoko Ono sobre copyright llevaron a reemplazar la canción "Don't Worry" en las nuevas ediciones con "Moon 83", una variación de su tema "There's a Moon in the Sky (Called the Moon)" de su primer álbum. 
Ricky Wilson, guitarrista de la banda, falleció a causa del SIDA en 1985. 
En 1986 sale a la luz el álbum "Bouncing Off The Satellites", último trabajo en estudio con el fallecido Ricky Wilson.
Uno de los puntos más altos de la carrera de la banda fue su participación en el "Rock-in-Rio" festival de 1985, en Río de Janeiro, Brasil.

### 1989, el regreso del éxito
En 1989 lanzaron el álbum "Cosmic Thing" donde entre otros se destacan el tema "Love Shack" y "Roam", posicionando la banda nuevamente en el puesto n.º 1 de los USA y tornándose un éxito mundial.

### De los 90 a la actualidad
En los noventa grabaron el álbum "Good Stuff" (1992) que los mantuvo en los rankings a nivel internacional y fueron elegidos para elaborar la banda sonora de la película Los Picapiedras (1994), con su tema principal Meet the Flinstones (en el videoclip se lee Meat the Flintstones). Aparecen en el largometraje con sus respectivos atuendos prehistóricos, cantando el tema The Bedrock Twitch.
Adicionalmente la banda fue invitada para participar en la serie animada de Nickelodeon llamada La vida moderna de Rocko en la que interpretaron el tema de inicio de la serie.
Últimamente la banda está enfocada en muchas labores de apoyo a ONG asociadas a los temas de salud y preservación ambiental.
Participaron también del "True Colors Tour" de Cyndi Lauper, junto a otros artistas invitados. Este evento promovía los derechos civiles de la comunidad gay estadounidense.
El 25 de marzo de 2008 fue lanzado el último trabajo discográfico de la banda bajo el nombre de "Funplex", este es el primer álbum de estudio de "The B-52s" después de 16 años y por la discográfica Astralwerks. A la vez el nombre de la banda cambió omitiendo el apóstrofo.

## Miembros
| Miembro                    | Período         | Instrumento |
| -------------------------- | --------------- | --- |
| Kate Pierson               | 1977-actualidad | Órgano, guitarra, sintetizador, teclado, bajo, voz                                                                      |
| Fred Schneider             | 1977-actualidad | voz, cencerro, pianola, teclados                                                                                        |
| Keith Strickland           | 1977-actualidad | guitarra (1985 en adelante), batería (1977-1985), bajo, sintetizadores, marimba, piano, teclados, caja de ritmos, coros |
| Cindy Wilson               | 1977-actualidad | guitarra, bongos, pandero, voz                                                                                          |
| Ricky Wilson (1953-1985) † | 1977-1985       | guitarra, bajo, sintetizadores                                                                                          |

## Discografía

### Álbumes
| Año  | Álbum                                                            | US  | UK |
| ---- | ---------------------------------------------------------------- | --- | -- |
| 1979 | The B-52's                                                       | 59  | 22 |
| 1980 | Wild Planet                                                      | 18  | 18 |
| 1982 | Party Mix EP                                                     | 55  | 36 |
| 1982 | Mesopotamia EP                                                   | 35  | 18 |
| 1983 | Whammy!                                                          | 29  | 33 |
| 1986 | Bouncing Off the Satellites                                      | 85  | 74 |
| 1989 | Cosmic Thing                                                     | 1   | 8  |
| 1990 | The Best Of the B-52's: Dance This Mess Around (UK only)         | -   | 36 |
| 1991 | Party Mix / Mesopotamia EP (re-issue)                            | 184 | 66 |
| 1992 | Good Stuff                                                       | 16  | 8  |
| 1998 | Time Capsule: Songs For a Future Generation (singles collection) | 93  | 37 |
| 2002 | Nude on the Moon: The B-52's Anthology                           | 136 | 57 |
| 2008 | Funplex                                                          | 11  | 73 |

### Sencillos
| Año  | Canción                                                     | US  | US Dance | US Mod. Rock | UK | Álbum                                         |
| ---- | ----------------------------------------------------------- | --- | -------- | ------------ | -- | --------------------------------------------- |
| 1979 | "Rock Lobster"                                              | 56  | -        | -            | 37 | The B-52's                                    |
| 1979 | "Planet Claire"/"Rock Lobster"/"Dance This Mess Around"     | -   | 24       | -            | 3  | The B-52's                                    |
| 1980 | "Private Idaho"                                             | 74  | -        | -            | 47 | Wild Planet                                   |
| 1980 | "Private Idaho"/"Give Me Back My Man"/"Party Out Of Bounds" | -   | 5        | -            | 11 | Wild Planet                                   |
| 1980 | "Give Me Back My Man"                                       | -   | -        | -            | 61 | Wild Planet                                   |
| 1982 | "Mesopotamia"/"Deep Sleep"/"Cake"                           | -   | 13       | -            | 4  | Mesopotamia                                   |
| 1983 | "Legal Tender"                                              | 81  | -        | -            | 21 | Whammy!                                       |
| 1983 | "Whammy Kiss"/"Legal Tender"/"Song For a Future Generation" | -   | 9        | -            | 22 | Whammy!                                       |
| 1983 | "Song For a Future Generation"                              | -   | -        | -            | 63 | Whammy!                                       |
| 1986 | "Rock Lobster"/"Planet Claire" (re-issue)                   | -   | -        | -            | 12 | -                                             |
| 1986 | "Summer Of Love"                                            | -   | 3        | -            | 4  | Bouncing Off the Satellites                   |
| 1986 | "Girl From Ipanema Goes To Greenland"                       | -   | 10       | -            | 23 | Bouncing Off the Satellites                   |
| 1989 | "(Shake That) Cosmic Thing"                                 | -   | -        | 7            | 17 | Earth Girls Are Easy soundtrack, Cosmic Thing |
| 1989 | "Channel Z"                                                 | -   | -        | 1            | 61 | Cosmic Thing                                  |
| 1989 | "Love Shack"                                                | 3   | 7        | 1            | 2  | Cosmic Thing                                  |
| 1990 | "Roam"                                                      | 3   | 10       | 6            | 17 | Cosmic Thing                                  |
| 1990 | "Deadbeat Club"                                             | 30  | -        | -            | 33 | Cosmic Thing                                  |
| 1992 | "Good Stuff"                                                | 28  | -        | 1            | 21 | Good Stuff                                    |
| 1992 | "Is That You Mo-Dean?"                                      | 78  | -        | -            | 11 | Good Stuff                                    |
| 1992 | "Tell It Like It T-I-Is"                                    | -   | -        | 13           | 61 | Good Stuff                                    |
| 1993 | "Hot Pants Explosion" (UK)                                  | -   | -        | -            | 27 | Good Stuff                                    |
| 1995 | "(Meet) The Flintstones" (as "The BC-52's")                 | 33  | 3        | -            | 3  | The Flintstones soundtrack                    |
| 1998 | "Debbie"                                                    | -   | 32       | 35           | 44 | Time Capsule                                  |
| 1999 | "Love Shack '99"                                            | 153 | -        | -            | 23 | -                                             |
| 2008 | "Funplex"                                                   | -   | -        | -            | -  | Funplex                                       |

### Vídeos
- The B-52's 1979-1989 (1989)
- The B-52's Time Capsule: Videos for a Future Generation 1979-1998 (1998) VHS

Rock Lobster -- The B-52's

### Laser disc
- The B-52's Time Capsule: Videos for a Future Generation 1979-1998 (1998) NTSC Laser disc.